# Polistes pacificus
Polistes pacificus är en getingart som beskrevs av Johan Christian Fabricius 1804.
Polistes pacificus ingår i släktet pappersgetingar och familjen getingar. Inga underarter finns listade i Catalogue of Life.